# Nổ súng vào cảnh sát tại Pittsburgh 2009
Vụ nổ súng tại Pittsburgh diễn ra vào thứ bảy, 4 tháng 4 năm 2009, tại Stanton Heights giáp với Pittsburgh, Pennsylvania. Một người đàn ông nổ súng bắn vào cảnh sát đến điều tra một vụ cãi cọ trong gia đình, làm thiệt mạng ba cảnh sát viên. Bạn bè của nghi can nói rằng anh này thời gian gần đây rất buồn phiền vì mất việc và anh sợ rằng chính phủ Obama sẽ cấm người dân giữ súng.

## Hung thủ
Richard Poplawski, 23 tuổi, sống ở Pittsburgh. Poplawski vừa bị cho nghỉ việc ở một xưởng làm kính hồi đầu năm nay và tỏ ra rất buồn phiền về điều này.

### Động cơ
Poplawski nghĩ rằng chính phủ Obama sẽ cấm người dân giữ súng. Một người bạn của nghi can, Edward Perkovic, nói Poplawski sợ "việc cấm súng của chính phủ Obama sắp xảy ra" và "không muốn dân quyền bị vi phạm." Một người bạn khác, Aaron Vire, nói Poplawski sợ Tổng thống Obama sẽ tước đoạt quyền giữ súng của ông, dù rằng Vire nói Poplawski "không có thái độ bạo động đối với Obama." Theo Vire, Poplawski có một khẩu tiểu liên AK-47 và một số súng lục, kể cả một khẩu 0,357 ly.

## Nổ súng
Vụ nổ súng này xảy ra chỉ hai tuần sau khi bốn cảnh sát viên bị bắn chết ngày 21 tháng 3 ở Oakland, California, trong ngày được coi là đẫm máu nhất trong lịch sử nhân viên công lực Hoa Kỳ kể từ ngày 11 tháng 9 năm 2001, ít nhất năm cảnh sát viên bị thương. Cuộc đụng độ diễn ra giữa một thanh niên có súng và các cảnh sát viên đến điều tra một cuộc tranh cãi trong gia đình
Thanh niên đã chờ sẵn vào sáng sớm thứ bảy để bắn chết hai cảnh sát viên ngay tại chỗ. Một cảnh sát viên thứ ba thiệt mạng trong lúc chạy đến cứu hai đồng đội. Hai người khác đã bị thương. Hung thủ Richard Poplawski đã mặc áo giáp, bị bắn vào hai chân. Mẹ của anh ta đã trốn dưới hầm nhà. Richard đã bị bắt sau vài giờ đồng hồ bị bao vây. Một nhân chứng đã nghe thấy hàng trăm phát súng nổ.

## Nạn nhân
Ba sĩ quan thiệt mạng là:
- Sĩ uan Eric Kelly, 41 tuổi, một cựu chiến binh 14 năm của lực lượng vũ trang sống với vợ, ba con gái, mẹ, và chị;
- Sĩ quan Stephen Mayhle, 29 tuổi, một cựu chiến binh 2 năm của lực lượng vũ trang sống với vợ, hai con gái, bố mẹ, và 2 anh; và
- Sĩ quan Paul Sciullo, III, 37 tuổi, một cựu chiến binh 2 năm của lực lượng vũ trang sống với bố mẹ, 2 chị, và vơ chưa cưới.[3]

Hai sĩ quan bị thương là:
- Sĩ quan Timothy McManaway, 46 tuổi, một cựu chiến binh 14 năm của lực lượng vũ trang; và
- Sĩ quan Brian Jones, 37 tuổi, một cựu chiến binh 3 năm của lực lượng vũ trang.

## Chú tích
1. ↑  http://www.chron.com/disp/story.mpl/hotstories/6359008.html
2. ↑  "Shooter Wearing Bulletproof Vest Guns Down 3 Pittsburgh Officers, Upset Over Losing Job". Truy cập ngày 13 tháng 2 năm 2015.
3. 1 2  "Bản sao đã lưu trữ". Lưu trữ bản gốc ngày 8 tháng 4 năm 2009. Truy cập ngày 8 tháng 4 năm 2009.
4. ↑  "Bản sao đã lưu trữ". Bản gốc lưu trữ ngày 10 tháng 4 năm 2009. Truy cập ngày 5 tháng 4 năm 2009.
5. ↑  "Hundreds of bullets fired in shootout with suspected cop killer". Pittsburgh Post-Gazette. Truy cập ngày 27 tháng 9 năm 2015.